# Миндя
Ми́ндя (болг. Миндя) — село у Великотирновській області Болгарії. Входить до складу общини Велико-Тирново.

## Населення
За даними перепису населення 2011 року у селі проживала 241 особа.
Національний склад населення села:
| Національність   | Кількість осіб | Відсоток |
| ---------------- | -------------- | -------- |
| болгари          | 205            | 92,3%    |
| турки            | 4              | 1,8%     |
| цигани           | 4              | 1,8%     |
| інша             | 9              | 4,1%     |
| не визначились   | 0              | 0%       |
| Всього відповіли | 222            |          |

Розподіл населення за віком у 2011 році:
Динаміка населення: